# Ghana International 2019
Die Ghana International 2019 als offene internationale Meisterschaft von Ghana im Badminton fanden vom 18. bis zum 21. Juli 2019 in Accra statt.

## Sieger und Platzierte
| Disziplin    | Gold                                | Silber                                        | Bronze                                     |
| ------------ | ----------------------------------- | --------------------------------------------- | ------------------------------------------ |
| Herreneinzel | Kiran George                        | Ade Resky Dwicahyo                            | Nguyễn Tiến Minh                           |
| Herreneinzel | Kiran George                        | Ade Resky Dwicahyo                            | Michał Rogalski                            |
| Dameneinzel  | Vũ Thị Trang                        | Mugdha Agrey                                  | Hadia Hosny                                |
| Dameneinzel  | Vũ Thị Trang                        | Mugdha Agrey                                  | Shivani Angelina Pathi                     |
| Herrendoppel | M. R. Arjun Shlok Ramchandran       | Godwin Olofua Anuoluwapo Juwon Opeyori        | Michael Opoku Baah Daniel Sam              |
| Herrendoppel | M. R. Arjun Shlok Ramchandran       | Godwin Olofua Anuoluwapo Juwon Opeyori        | Thoif Ahmed Mohamed Hussein Zayan Shaheed  |
| Damendoppel  | Maneesha Kukkapalli Rutaparna Panda | Dorcas Ajoke Adesokan Uchechukwu Deborah Ukeh | Samin Abedkhojasteh Soraya Aghaei Hajiagha |
| Damendoppel  | Maneesha Kukkapalli Rutaparna Panda | Dorcas Ajoke Adesokan Uchechukwu Deborah Ukeh | Doha Hany Hadia Hosny                      |
| Mixed        | Shlok Ramchandran Rutaparna Panda   | M. R. Arjun Maneesha Kukkapalli               | Joseph Abah Eneojo Peace Orji              |
| Mixed        | Shlok Ramchandran Rutaparna Panda   | M. R. Arjun Maneesha Kukkapalli               | Adham Hatem Elgamal Doha Hany              |